# Zapadni Vračar
Zapadni Vračar, Vračar ouest (en serbe cyrillique : Западни Врачар), est un quartier et une ancienne municipalité de Belgrade, la capitale de la Serbie. Le quartier est situé dans la municipalité de Savski venac. En 2002, la communauté locale de Zapadni Vračar comptait 7 644 habitants.

## Localisation
Le quartier de Zapadni Vračar est situé au nord de l'actuelle municipalité de Savski venac. Il est entouré par les quartiers de Savamala et de Bara Venecija au nord, Istočni Vračar, aujourd'hui dans la municipalité de Vračar, à l'est et par ceux de Senjak, Mostarska petlja et Prokop au sud.

## Histoire
La construction du quartier de Zapadni Vračar marque le début de la construction de la Belgrade moderne, après l'occupation de la Serbie par les Ottomans. Il a été conçu avec de larges rues, des boulevards, des parcs et des monuments. Dans la première moitié du XIXe siècle, il abritait tous les bâtiments publics et toutes les institutions nationales de la principauté de Serbie[réf. nécessaire].
Après que la Serbie eut obtenu son autonomie, la population chrétienne, qui vivait à l'extérieur de la forteresse de Belgrade, demanda au prince Miloš Obrenović d'étendre les limites de la ville[réf. nécessaire]. Les secteurs des environs de la forteresse comprenaient les villages de Savamala, Palilula et une vaste zone marécageuse connue sous le nom de Ciganska Bara et qui, par la suite, devint Bara Venecija. Des résidences de chasses furent construites dans le secteur situé aujourd'hui au carrefour des rues Kneza Miloša et Kralja Milana.
La municipalité de Vračar a été officiellement créée en 1952, après que les districts urbains (rejon) furent transformés en municipalités. Le 1er septembre 1955, la municipalité de Vračar fut divisée en deux municipalités : Zapadni Vračar et Istočni Vračar. Le 1er janvier 1957, une partie de la municipalité d'Istočni Vračar fut intégrée dans la municipalité de Neimar avec l'ouest de la municipalité de Terazije pour créer un nouvel ensemble administratif. La municipalité de Zapadni Vračar fut réunie à la municipalité de Topčidersko brdo pour créer l'actuelle municipalité de Savski venac ; parallèlement, l'est d'Istočni Vračar devint une partie de la municipalité de Zvezdara. Zapadni Vračar constitue aujourd'hui une communauté locale.